# NGC 1275
NGC 1275 é uma galáxia lenticular (S0) localizada na direcção da constelação de Perseus. Possui uma declinação de +41° 30' 41" e uma ascensão recta de 3 horas, 19 minutos e 48,1 segundos.
A galáxia NGC 1275 foi descoberta em 14 de Fevereiro de 1863 por Heinrich Louis d'Arrest.